# Sleepy Hollow (New York)
Sleepy Hollow è un villaggio degli Stati Uniti d'America, situato nello stato di New York, nella contea di Westchester. La località è nota in particolare per essere lo sfondo ove si svolgono gli avvenimenti del racconto La leggenda di Sleepy Hollow.

## Geografia fisica
Sleepy Hollow sorge sulla riva orientale del fiume Hudson ed è urbanisticamente contigua con Tarrytown, situata immediatamente a sud. Essa è sita a 9,5 km a sud di Ossining (famosa per il carcere di Sing Sing), 13 ad ovest di White Plains (capoluogo di contea), 22 a nord di Yonkers e circa 40 a nord dal centro di New York. Il territorio comunale conta le 2 piccole frazioni di Philipse Manor e Sleepy Hollow Manor.

## Storia
La terra che divenne poi il villaggio di Sleepy Hollow venne acquistata da Adriaen van der Donck, un patroon dei Nuovi Paesi Bassi prima dell'arrivo degli inglesi nel 1664. A partire dal 1672 Frederick Philipse iniziò ad acquistare vasti appezzamenti di terreno nella parte meridionale dell'attuale contea di Westchester. Le sue proprietà totali raggiunsero i 52.000 acri di terra, circondati da Spuyten Duyvil Creek, dal fiume Croton, dal fiume Hudson e dal fiume Bronx. Philipse ottenne nel 1693 il permesso di erigervi il Manor of Philipsburg e di divenirne primo signore.
In quello che oggi è il territorio di Sleepy Hollow, venne costruito un mulino e un deposito merci per le barche, oggi parte del sito storico di Philipse Manor House. Uomo pio, egli fu anche architetto e finanziatore della Old Dutch Church, di cui si dice egli abbia costruito personalmente il pulpito in legno.
Quando Philipse morì nel 1702, la proprietà venne divisa tra suo figlio, Adolphus Philipse, e suo nipote, Frederick Philipse II. Adolph ricevette la proprietà di Upper Mills, che si estendeva dall'attuale area di Dobbs Ferry sino al fiume Croton. Frederick II ottenne invece la proprietà di Lower Mills sino alla confluenza del fiume Saw Mill col fiume Hudson. Il figlio di quest'ultimo, Frederick III, divenne terzo possidente dell'area nel 1751.
Nel 1779 Frederick Philipse III, lealista, venne accusato di tradimento e le sue proprietà confiscate dal governo rivoluzionario statunitense e vendute all'asta, divise tra 287 privati. La parte di terreno più estesa (circa 750 ettari) si trovava nell'area di Upper Mills; essa passò di mano in mano a numerosi proprietari sino al 1951 quando venne acquistata dalla Sleepy Hollow Restorations. Grazie alla filantropia di John D. Rockefeller Jr., 20 acri di terra vennero dedicati ad accogliere il sito storico attuale.

## Infrastrutture e trasporti
Sleepy Hollow è servita da due stazioni ferroviarie, entrambe sulla Hudson Line: Philipse Manor, situata nell'omonima frazione e presso il cimitero comunale, e Tarrytown, nell'omonima cittadina ma vicinissima al centro di Sleepy Hollow. L'arteria stradale maggiore che l'attraversa è la U.S. Route 9.